# Свети Димитър (Чалъково)
Вижте пояснителната страница за други значения на Свети Димитър.
„Свети Димитър“ (на гръцки: Άγιος Δημήτριος) е православна църква край градчето Кулакия (Халастра), Гърция, част от Берската, Негушка и Камбанийска епархия.

## Местоположение
Църквата намира на три километра източно от Кулакия и е единствената останала сграда от село Чалъково. Църквата е разхоложена на територията на парка „Делта на Вардар-Колудей-Бистрица“.

## История
Основният камък е положен в 1850 година и е завършена в 1858 година. Представлява трикорабна базилика от средата XIX век с женска църква на изток. В храма има шест икони от 1880 година, дело на Зисис Папаконстантину от Кулакийската художествена школа.
Ктиторският надпис гласи:
| „ | 1858 ΜΑΡΤΙΟΥ 2 ΟΙΚΟΔΟΜΘΗ Ο ΝΑΟΣ ΤΟΥ ΑΓΙΟΥ ΔΗΜΗΤΡΙΟΥ ΥΠΟ ΤΟΥ ΚΤΙΤΟΡΟΣ ΑΘΑΝΑΣΙΟΥ ΚΑΙ ΤΟΥ ΑΡΧΙΤΕΚΤΟΝΟΣ ΡΑΔΕ 1858 март 2 изгради се храмът на Свети Димитър от ктитора Атанасий и от архитекта Раде | “ |

Църквата е обявена за защитен паметник на 16 юни 1983 година.